# قرد أمام هيكل عظمي (لوحة)
قرد أمام هيكل عظمي (بالألمانية: Affe vor Skelett)‏ هو عنوان لوحة بريشة الرسام البوهيمي جبريل فون ماكس من حوالي عام 1900. يُظهر العمل الفني المرسوم بطلاء زيتي على قماش، قردًا يواجه هيكل عظمي على خلفية مظلمة. كجزء من عمل ماكس المتأخر، يمكن العثور على فكرة القرد في عدد من رسومات ماكس الأخرى، والتي تم إنشاؤها من عام 1871 حتى وفاة الفنان في عام 1915. اللوحة الآن في ملكية خاصة في هامبورغ.

## الوصف
القرد المرسوم في اللوحة هو من نوع قردة المكاك الريسوسي، يقف القرد في المقدمة وعلى مقربة من هيكل عظمي، والذي لا يمكن للمشاهد الموجود أمام اللوحة رؤيته إلا من الخلف. يعاين القرد الهيكل الغظمي بإيماءات بسيطة ولكن مثيرة للفضول. بيده اليسرى يدعم نفسه على المذكرات والأوراق الموجودة على المنضدة أمامه. من ناحية أخرى، يبدو أن يمينه أقل نشاطًا من يساره، وفي وضعه المائل والمنعطف، يُغري ويوحي أكثر من الطبيعة المتعارف عليها للقردة. كذلك تم وضع قلم أسود على الكتيب المدرج بالقرب من يد القرد.
ينحني الهيكل العظمي قليلاً إلى الأمام في وضع مماثل، ولكن يتم تثبيته بواسطة قضيب معدني في نهاية العمود الفقري. لا يمكن توضيح أي ترتيب أو جنس يُعزى إليه الهيكل العظمي بالضبط، على سبيل المثال ما إذا كان أقرب إلى نوع قردة المكاك، أم لا. علاوة على ذلك، تظهر محبرة وأوراق مكتوباً عليها في وسط اللوحة، يمكن رؤية كتاب أحمر فاقع ألون من خلال الهيكل العظمي. في الخلفية، يوجد أيضًا عدد كبير من الكتابات المُجلدة وأوراق فضفاضة على الطاولة والأرففه، والتي تنتهي بمخططات غامضة كلما زادة المسافة والظلام في الغرفة.

## التفسير

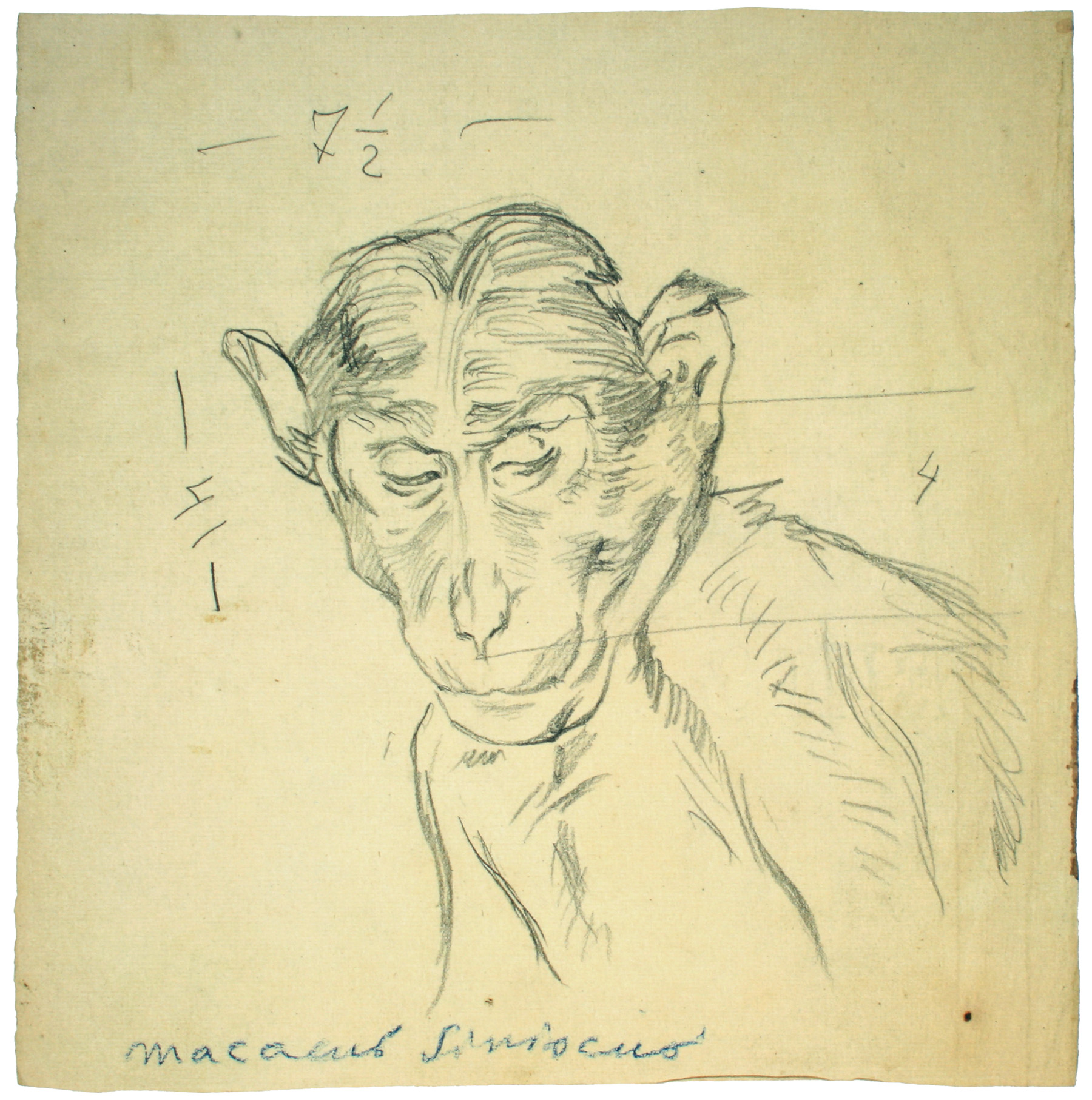
رسم مخطط لقرد مع قياسات لجبريل فون ماكس 1871

بالتمييز عن استخدام القرد في العصور الوسطى للإشارة إلى النذالة أو الغريزة، تظهره الأسبقية هنا القرد كمفكر يستكشف الهيكل العظمي. تائهًا في التفكير، يتم توجيه نظرة القرد قليلاً إلى الهيكل العظمي، والذي يشير كرمز فانيتاس إلى الموت ووقت زواله. يمكن التعرف عليه كهدف ونتيجة للبحث الموجود الآن بجوار ورقة التطور المسمى. مؤلف الوثائق المعروضة لا يزال غير مؤكد. بالمقارنة مع قرد أمام هيكل عظمي، يعد إخلاص الألوان والاهتمام بالتفاصيل من العناصر الحاسمة في معظم لوحاته القرد، والتي توحي بالطبيعة وتشهد على لجوء الفنان إلى الحيوانات الحية والمجهزة كنماذج للدراسة.
من عام 1870 ، احتفظ الرسام بمجموعة من القرود في منزله، والتي لاحظها ودرسها. وظهرت أوصاف مفصلة لسلوكهم وتقدمهم المعرفي وأمراضهم. نفقت العديد من الحيوانات بسبب الظروف الجوية في ميونيخ، حيث قام الفنان بتسمير بعض الحيوانات النافقة على الخشب لاستخدامها كنماذج للوحاته. تم إجراء التشريح من قبله ثم يسجل ملاحظاته في الرسومات. قام بإعطاء بعض القرود أسماء مثل مفضلته «بالي» «وبوك»، اللذان كانا يرتديان في بعض الأحيان الملابس ويأكلون على نفس الطاولة. ومع ذلك، لم يسافر الفنان إلى دول غير أوروبية، كما أشار في دفتر ملاحظاته من عام 1908: «لم أتجاوز ثقافي أوروبا أبدًا.» 
على الرغم من حرص الفنان على إعادة رسم طبيعة القرود بشكل واقعي، كما يتضح من التحولات اللونية الدقيقة ولهجات الضوء، فإن لوحة القرد أمام هيكل عظمي تبدو متلألئة قليلاً. يشير هذا إلى التأثير الكبير لحركة الرسم التاريخي في ذلك الوقت على فنه. ومع ذلك، لم يعد يتم تصوير القرد على أنه ممثل يلعب دور الإنسان، كما كان الحال مع قرود سينجيرين (هو اسم يطلق على نوع من الفنون البصرية يصور القرود بشكل تقلد السلوك البشري)، على سبيل المثال، كان شائعًا، ولكن يُنظر إليها على أنها كائنات حية ذات قدرات يصعب تحويلها إلى فن بصر يحاكي التصرف البشري.
يتم استكشاف الحدود بين البشر والحيوانات بمزيد من التفصيل، بحيث من المهم الآن أيضًا فهم جوهر القرد وبالتالي رسمه. ومع ذلك، فإن الواقع المبين مبني في اللوحة، حيث يستمر المحتوى الرمزي للرئيسيات في شكل معدل بصفته جامعًا ومفكرًا، جمع جبريل فون ماكس بين الفن والعلم من أجل معالجة قضايا أصل الإنسان والمزيد من التطور.

## التصنيف والنماذج الأدبية

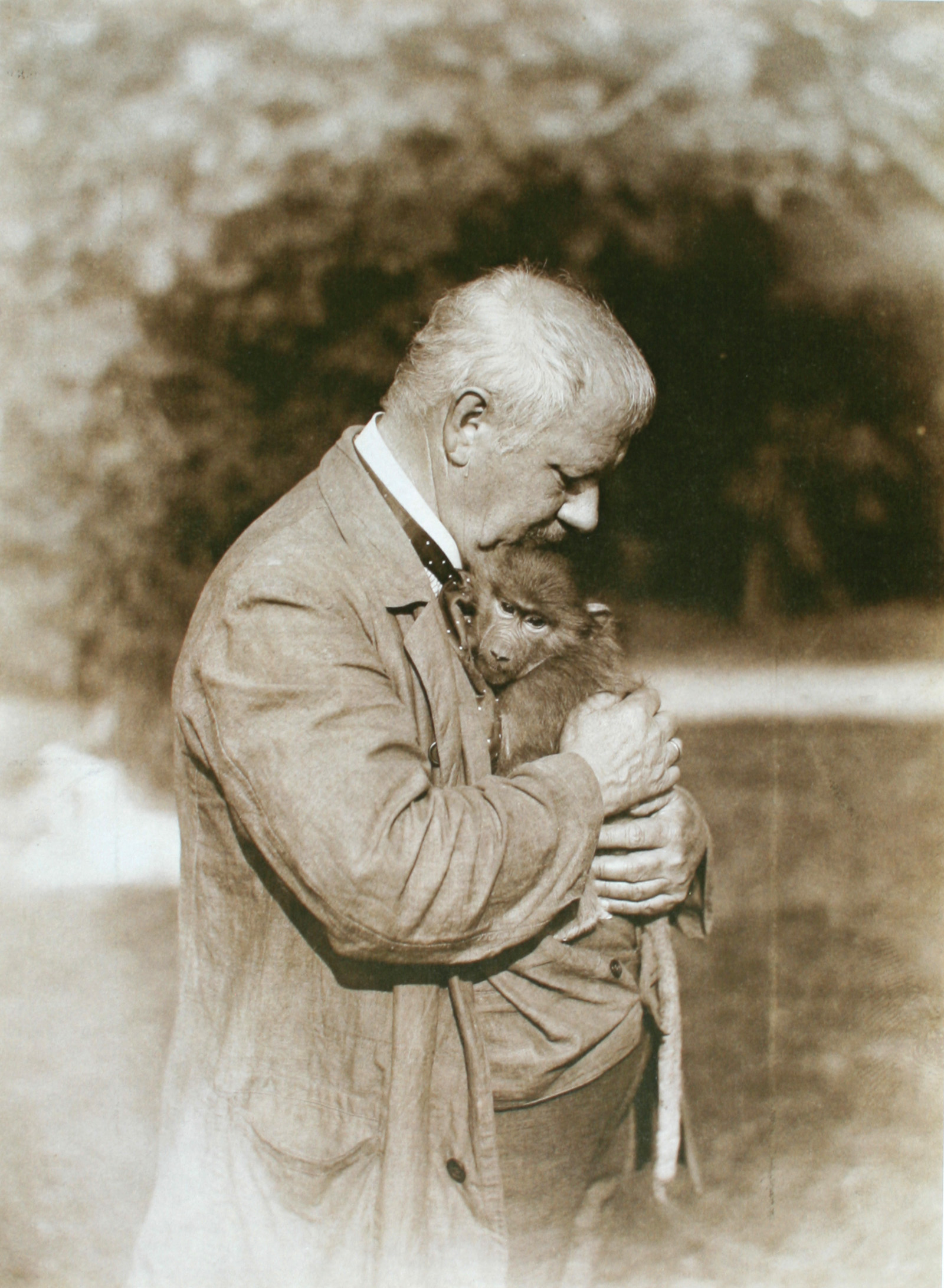
جبريل فون ماكس مع قرد صغير، 1902

يعد استكشاف أصول الإنسان عنصرًا حاسمًا في أعمال جبريل فون ماكس. ومع ذلك، يرتبط هذا البحث بإيمانه بمستقبل قائم على الابتكار التقني، مثل اكتشاف الأشعة السينية في عام 1895 ، والنظريات الداروينية. والمنشورات المختلفة لجان بابتيست دي لامارك وتشارلز داروين وتوماس هنري هكسلي وعالم الحيوان الألماني إرنست هيجل كمصادر أدبية. هذا الأخير يخلق تبادلًا حيويًا للرسائل لمناقشة للدراسات الحالية، والتي تعبر أيضًا عن الاحترام المتبادل والإعجاب. تلقى إرنست هيكل هذه اللوحة كهدية في عيد ميلاده الستين.
فيما يتعلق بالرؤى والرؤى المستقبلية، يجب أيضًا الإشارة إلى اهتمام الفنان بالتنجيم والروحانية، والذي يحدد بشكل خاص المرحلة الإبداعية الأولى للفنان. بصفته معارضًا صارمًا للتشريح، استمر في تدوين ملاحظاته ودراساته على أساس الملاحظات طوال حياته. كتب الفنان في رسالة إلى ابنه الأصغر كورنيل ماكس في 5 سبتمبر 1899: «الآن يجتمع علماء الطبيعة وناشطون الحيوانات في ميونيخ - هؤلاء الماديون لديهم الكثير للإجابة عنه، بؤس المسيحية هو النتيجة.»  نفور الفنان من المادية المعرفية واضح هنا ويعبر عن عقلانية خالصة. لذلك، من ناحية أخرى، تُفهم رسومات القرد على أنها توثيق لعمله العلمي، والذي يخدم استمرارًا لموضوعات البحث، ولكنه من ناحية أخرى يوضح أيضًا أفكاره النفسية والروحية. تتميز العلاقة بين الإنسان والبيئة بتطورات كبيرة في مجال علم الحيوان والحفاظ على الحيوانات وحمايتها في القرن التاسع عشر. لذلك يعلن جبريل فون ماكس، من بين أمور أخرى، عن علاقة أوثق بالطبيعة وعلم الحيوان، مما يضع التفكير الهرمي الحالي للناس في الخلف، لكنه لا يمنع التقدم العلمي. لذلك فإن كتابات آرثر شوبنهاور هي أيضًا رائدة. في عام 1841 ، في مقالته عن أساسيات الأخلاق، صاغ فهماً عطوفاً جديداً للقيم تجاه الكائنات الحية الأخرى.

## الرسام

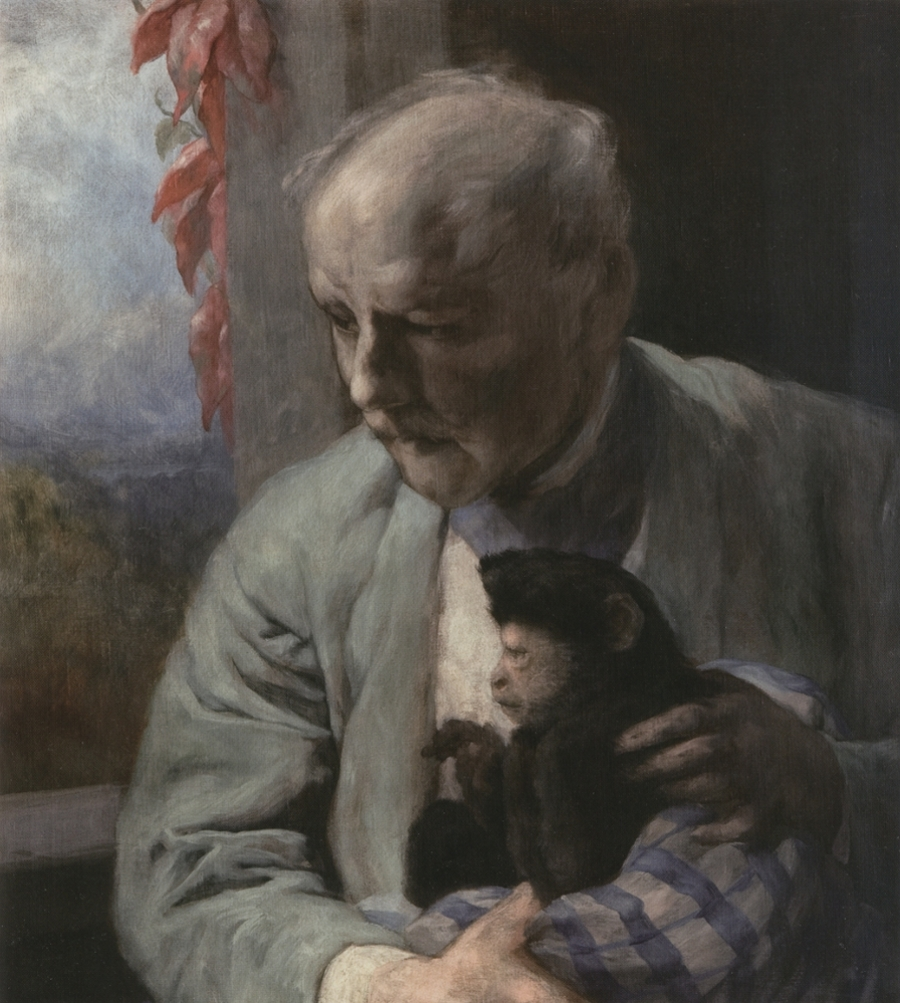
جبريل فون ماكس

جبريل فون ماكس رسام نمساوي وألماني، ولد في 23 أغسطس 1840 في براغ في التشيك، وتوفي في 24 نوفمبر 1915 في ميونخ في ألمانيا. درس بين عامي 1855 و1858 في أكاديمية الفنون في براغ مع إدوارد فون إنجيرث. تضمنت دراساته علم التخاطر (المشي أثناء النوم، التنويم المغناطيسي، الروحانية)، الداروينية، الفلسفة شرقية، أفكار شوبنهاور، ومختلف التقاليد الصوفية. كان لرسام ميونيخ ألبرت كيلر تأثيرًا أيضًا. تم رسم لوحته الأول عام 1858 عندما كان طالبًا في أكاديمية براغ. تابع دراسته في أكاديمية فيينا للفنون مع كارل فون بلاس وكارل ماير (رسام) وكريستيان روبن وكارل وورتزينغر. من 1863 إلى 1867 درس في أكاديمية ميونيخ مع كارل تيودور فون بيلوتي، وكذلك مع هانز ماكارت وفرانز ديفريغر.